# Стебнівська сільська рада (Верховинський район)
| Стебнівська сільська рада — орган місцевого самоврядування у Верховинському районі Івано-Франківської області з адміністративним центром у с. Стебні. Історична дата утворення: в 1993 році. Водоймища на території, підпорядкованій даній раді: річка Білий Черемош. Сільській раді підпорядковані населені пункти: - с. Стебні |

## Склад ради
Рада складається з 16 депутатів та голови.

### Керівний склад ради
| ПІБ                        | Основні відомості                                                 | Дата обрання | Дата звільнення |
| -------------------------- | ----------------------------------------------------------------- | ------------ | --------------- |
| Кочерган Михайло Дмитрович | Сільський голова, 1961 року народження, освіта, безпартійний      | 26.03.2006   | 31.10.2010      |
| Кочерган Михайло Дмитрович | Сільський голова, 1961 року народження, освіта вища, безпартійний | 31.10.2010   |                 |

Примітка: таблиця складена за даними джерела

## Населення
Згідно з переписом УРСР 1989 року чисельність наявного населення сільської ради становила 677 осіб, з яких 320 чоловіків та 357 жінок.
За переписом населення України 2001 року в сільській раді мешкало 727 осіб. 100 % населення вказало своєю рідною мовою українську мову.